# Сава Сивриев
Сава Стоянов Сивриев е български филолог, литературен историк и теолог. Научните му интереси са в областите на възрожденската литература, нова и най-нова българска литература, историческа поетика, Стар завет – исагогика и екзегетика, руска литература от края на ХIХ – началото на ХХ век, християнство и култура.

## Биография
Роден e през 1952 г. във Велико Търново. Там през 1970 г. завършва Първа политехническа гимназия „Св. св. Кирил и Методий“.
В периода 1972 – 1976 г. следва българска филология с втора специалност „Руска филология“ във Висшия педагогически институт в Шумен. Дипломира се през 1977 г. Дипломната му работа е на тема „Пътят на Емилиян Станев към историческия роман“, с научен ръководител Елка Константинова.
През 1982 г. Сава Сивриев е на специализация в Катедрата по теория на литературата на Московския държавен университет „М. В. Ломоносов“ (МГУ). От есента на 1982 г. постъпва, след конкурс, като редовен докторант в Катедрата по теория на литературата във Филологическия факултет на Московския държавен университет „М. В. Ломоносов“. Участва в семинарите на проф. д.ф.н. Борис Успенски и проф. д.ф.н. В. М. Живов върху история на руската култура до ХVII век. Слуша лекции при Алексей Лосев, Сергей Аверинцев, Вяч. Вс. Иванов, В. Н. Топоров, Юрий Лотман, Михаил Гаспаров и други руски учени от това време. Работи с проф. Мирослав Янакиев, преподавател в това време в Московския университет. През 1986 г. в Московския университет „М. В. Ломоносов“ защитава докторска дисертация на тема: „Стиль прозы Леонида Андреева и стилевые искания в русской литературе конца ХIХ – начала ХХ века“, с научен ръководител – чл. кор. проф. д.ф.н. П. А. Николаев.
В периода 1994 – 2001 г. изучава пълния петгодишен курс на специалността „Теология“ в Шуменския университет „Епископ Константин Преславски“ и завършва със степен „Магистър по теология“.
През 2017 г. защитава дисертация на тема: „Антропоцентризъм и модерно поетическо съзнание в българската лирика от края на ХІХ и началото на ХХ век“, и му е присъдена научната степен „Доктор на филологическите науки“.
В Шуменския университет „Епископ Константин Преславски“ е асистент от 1977 г., главен асистент – от 1987 г., доцент – от 1993 г., професор – от 2012 г.
През годините води упражнения и лекции по съзрожденска литература и нова българска литература (1878 – 1919). Лекции по историческа поетика на българската литература. Лекции по въведение в Стария Завет и тълкуване на Стария Завет, по религия и литература (за магистри). По основи на научното изследване (за магистри), психология на религията, за книга Псалтир и българската поезия. Също и лекции по въведение в лириката на Пейо Яворов, Въведение в лириката на Пенчо Славейков, „Епически песни“ на Пенчо Славейков.
В периода 1996 – 2001 е лектор по български език и литература в Будапещенския университет „Йотвьош Лоранд“ (ELTE). Чете лекции по български фолклор, стара българска литература, възрожденска литература, нова българска литература, най-нова българска литература. Води семинари върху творчеството на Емилиян Станев, Йордан Радичков, Пенчо Славейков, Пейо Яворов, Димчо Дебелянов, Николай Лилиев, Светослав Минков, Атанас Далчев, Биньо Иванов, Константин Павлов, Евгени Кузманов, Виктор Пасков, Алек Попов. Семинари по практически български език.
Участва в ред международни и национални научни проекти: Концепти на българската култура, Представи за българския литературен канон, Литературното и културно дело на Стилиян Чилингиров, Календарът в литературата (2013), Николай Райнов в българската култура (от теософията до идеологическия компромис) (2014).
Заема ръководни позиции в Шуменския университет „Епископ Константин Преславски“: ръководител е на катедра „История и теория на литературата“ в периода 1994 – 1996 г. и заместник-декан през 2001 – 2005 г.
Председател на българо-австрийския Научен център за православна култура и изкуства „Свети Архангел Михаил“ към Факултета за хуманитарни науки на Шуменския университет „Епископ Константин Преславски“ от учредяването му на 2 октомври 2007 г. до 19 септември 2017 г. Впоследствие – почетен председател на Центъра.
Член е на Дружеството за изучаване на XVIII век.
Член на Bulgarian Society for ECS (Оксфорд).
Пътува из Светите земи. Пред обществеността изнася и организира публични сказки във връзка с различни годишнини или други събития от българската литературна миналост. Участва в предавания по радио „Христо Ботев“, радио „Шумен“, по телевизия „Шумен“, в популяризации на българската култура и литература. Църковен настоятел в църквата „Св. Вознесение“ – Шумен.

### Авторски книги
- Индивидуализмът в българската лирика от края на XIX и началото на ХХ век. София, „Карина – Мариана Тодорова“, 2017, 330 с.
- Екзегези. Из историята на българската литература. София, „Карина – Мариана Тодорова“, 2012, 327 с.
- Литературна археология. София, „Български писател“, 2006, 151 с.
- Книга Псалтир и българската поезия. София, „Карина – Мариана Тодорова“, 2004, 128 с.
- MYTOS и ΤEXΝE. Опит върху българската литература от миналия век. София, ИК „Александър Панов“, 1999, 150 с.
- Чудесното раждане. Работи по литературна история. Шумен, „Аксиос“, 1995, 80 с.

### Сборници
- Сънища и безсъници. Съставител, отговорен редактор – С. Сивриев. Велико Търново, „Фабер“, 2011, 140 с.
- Представи за българския литературен канон. Книга ІI. Съставител, отговорен редактор – С. Сивриев. Велико Търново, „Фабер“, 2010, 240 с.
- Представи за българския литературен канон. Книга I. Съставител, отговорен редактор – С. Сивриев. Велико Търново, „Фабер“, 2009, 215 с.
- Другата българска литература. 125 години от рождението на Димитър Подвързачов (Текстове от юбилейната научна конференция, проведена в Шумен на 29 ноември 2006 г.). Съставител, отговорен редактор – С. Сивриев. София, „Дилок“, 2009, 261 с.
- Кирил Христов. Нови изследвания. Съставител, отговорен редактор – С. Сивриев. Шумен, „Антос“, 1997, 162 с.
- Кирил Христов. Поезия. Предговор, подбор и приложение – С. Сивриев. [Серия „Ученическа библиотека“]. Велико Търново, „Слово“, 1995, 142 с.